# Население Южно-Сахалинска
Демографические процессы, происходящие в Южно-Сахалинске значительно отличают город, а также формируемый им городской округ от остальной территории острова Сахалин, а также от демографических процессов, происходящих в северной части Сахалинской области. В постперестроечный период этот относительно молодой (впервые основан в 1885 г., затем повторно заселён после запустения в 1946 году) город продолжает в целом демонстрировать быстрый рост населения, xотя в отдельные годы (1989, 1998—2000, 2005—2007, 2011) отмечалась его небольшая убыль, которую позднее сменял ещё более интенсивный рост. Решающую роль в этом процессе продолжает играть внутриобластная миграция, а также положительный естественный прирост вследствие более молодой возрастной структуры, омолаживаемой в том числе и внешней для области миграцией.

## История

### В Российской империи
Город был основан в 1882 году как селение Владимировка в состав Корсаковского округа. В 1885 году во Владимировке проживало уже 57 человек. К 1895 году число жителей возросло до 130. Среди них было два ссыльнокаторжных, 43 ссыльнопоселенца, 38 крестьян из ссыльных и при них детей — 47 человек.

### Японское правление
Японское правление (1905—1945) привело к радикальному изменению населения города: резко ускорился его рост и изменился национальный состав. Чтобы избежать смешения с русскими поселенцами, японцы начали строить новый город немного южнее старой Владимировки. К концу 1908 года в городе было уже 1 000 домов с населением 3 737 человек. После второй мировой войны японское население города было репатриировано в Японию, кроме тех кто подал письменные заявления о своём желании остаться. На их место приехали переселенцы из других регионов СССР. Советские власти также разрешили сахалинским корейцам остаться на острове, так как капитулировавшая Япония отказалась решать их судьбу. В настоящее время Южно-Сахалинск имеет крупнейшее в России городское корейское сообщество численностью свыше 15 тыс. человек или около 1/10 всего населения города.

### В составе Российской Федерации
С момента последней всесоюзной переписи 1989 года население города увеличилось почти на 30 тыс. человек, или на 19,4 %. При этом перепись 2010 года показала что география этого роста значительно расширилась по сравнению с предыдущим межпереписным периодом за счёт роста населения, а также сокращения его убыли, в пригородных районах. Привлекательность городу придают его статус областного центра, относительно мягкий климат, выгодное географическое положение, а также усиленное экономическое развитие в последние годы.

## Динамика численности населения
| 1885     | 1895     | 1920     | 1925     | 1935     | 1956     | 1959     |
| -------- | -------- | -------- | -------- | -------- | -------- | -------- |
| 57       | ↗130     | ↗14 176  | ↗15 280  | ↗28 459  | ↗79 000  | ↗85 510  |
| 1962     | 1963     | 1964     | 1965     | 1966     | 1967     | 1968     |
| ↗86 000  | ↗87 000  | ↗88 000  | ↗90 000  | ↗90 500  | ↗92 000  | ↗93 000  |
| 1970     | 1971     | 1972     | 1973     | 1974     | 1975     | 1976     |
| ↗105 840 | ↗112 000 | ↗117 000 | ↗120 000 | ↗124 000 | ↗130 000 | →130 000 |
| 1979     | 1982     | 1983     | 1984     | 1985     | 1986     | 1987     |
| ↗139 861 | ↗150 000 | ↗152 000 | ↗155 000 | ↗158 000 | ↗163 000 | ↗166 000 |
| 1989     | 1990     | 1991     | 1992     | 1993     | 1994     | 1995     |
| ↘159 299 | ↗178 000 | ↘164 000 | ↗164 800 | ↗165 000 | ↘162 000 | ↗177 000 |
| 1996     | 1997     | 1998     | 1999     | 2000     | 2001     | 2002     |
| ↗178 000 | ↗181 000 | ↘177 000 | ↗179 900 | ↘179 200 | ↘176 200 | ↘175 085 |
| 2003     | 2004     | 2005     | 2006     | 2007     | 2008     | 2009     |
| ↗175 100 | ↘174 200 | ↘173 600 | ↘173 400 | ↘173 200 | ↗173 800 | ↗174 722 |
| 2010     | 2011     | 2012     | 2013     | 2014     | 2015     | 2016     |
| ↗181 728 | ↘181 651 | ↗186 267 | ↗190 227 | ↗192 734 | ↗192 780 | ↗193 669 |
| 2017     | 2018     | 2019     | 2020     | 2021     | 2023     | 2024     |
| ↗194 882 | ↗198 973 | ↗200 854 | ↘200 636 | ↘181 587 | ↘180 467 | ↘180 085 |
| 2025     |          |          |          |          |          |          |
| ↗181 976 |          |          |          |          |          |          |

## Национальный состав
В национальном составе города, как и по области в целом, преобладают русские. Тем не менее, город является местом повышенной концентрации и некоторых других народов. Важной особенностью национального состава Южно-Сахалинского городского округа является повышенная концентрация людей корейского происхождения (8,3 %). В Южно-Сахалинске проживает более половины всех корейцев острова, и, как следствие, их доля в населении города выше чем по области в целом. Город является важным культурным центром сахалинских корейцев. В 1920 году в Тоехара проживало 402 корейца (2,8 %) при всём населении 14 176 человек. Перепись 1934 года выявила 216 корейцев (1,4 %) при всём населении 15 280 человек . После войны в Южно-Сахалинск переселились многие корейцы из других регионов острова, имел место также и естественный прирост.